# けんけつちゃん
けんけつちゃんとは、薬害エイズ事件の被害者等が設立した社会福祉法人「はばたき福祉事業団」が、輸入血液製剤に依存しない健全な血液事業の確立を訴え、日本国内の献血参加を推進するための活動向けに創造したキャラクター。キャラクター設定とデザインは電通のキャラクタンクが行った。
2005年10月22日、東京・池袋のサンシャインシティ噴水広場で行われた献血推進キャンペーンで、献血推進キャラクターとしてデビューした。子供の頃から献血に親しんでもらおうという狙いが込められたキャラクターであり、5人のけんけつちゃんが勢揃いしたパンフレットも作成され、同事業団から希望者に配布されている。

## 設定
けんけつちゃんは、献血への協力を呼びかけるために「たすけアイランド」から派遣された妖精という設定であり、リーダー格のチッチを含め5人のけんけつちゃんがいる。語尾を「…っち!」とするのが口癖。
チッチ
「たすけアイランド」で他の4人の活躍を応援している。誕生日は10月22日。胸の文字は「けんけつ」。
エイッチ
献血の宣伝係。みんなをまとめる、しっかりもの。胸の文字は「A」。
オータン
献血の呼びかけ係。いつでも元気なムードメーカー。胸の文字は「O」。
ビービー
献血の案内係。いつも素直ながんばりやさん。胸の文字は「B」。
エビリン
献血のアフターケア係。みんなに優しいおっとりタイプ。胸の文字は「AB」。
けんけつちゃんの耳は、愛のしずく（＝血液）でできており、愛（＝献血の量）が足りないと小さくなってしまう。そのような時は、みんなが協力してくれると元気になるという。

### ご当地けんけつちゃん
|    | 都道府県 | けんけつちゃん |
| -- | -------- | -------------- |
| 0  | 赤十字   | けんけつちゃん |
| 1  | 北海道   | 牛             |
| 2  | 青森県   | りんご         |
| 3  | 岩手県   | 銀河鉄道       |
| 4  | 秋田県   | きりたんぽ     |
| 5  | 宮城県   | 伊達政宗       |
| 6  | 山形県   | 花笠           |
| 7  | 福島県   | 白虎隊         |
| 8  | 山梨県   | ブドウ         |
| 9  | 茨城県   | 水戸黄門       |
| 10 | 栃木県   | いちご         |
| 11 | 群馬県   | だるま         |
| 12 | 埼玉県   | 日本人形       |
| 13 | 千葉県   | 落花生         |
| 14 | 東京都   | 東京タワー     |
| 15 | 神奈川県 | サーフィン     |
| 16 | 長野県   | アルプス       |
| 17 | 新潟県   | コシヒカリ     |
| 18 | 富山県   | ホタルイカ     |
| 19 | 石川県   | 加賀友禅       |
| 20 | 福井県   | カニ           |
| 21 | 静岡県   | お茶           |
| 22 | 愛知県   | しゃちほこ     |
| 23 | 岐阜県   | さるぼぼ       |
| 24 | 三重県   | 忍者           |
| 25 | 滋賀県   | 信楽           |
| 26 | 京都府   | 舞妓さん       |
| 27 | 大阪府   | たこやき       |
| 28 | 兵庫県   | 水兵さん       |
| 29 | 奈良県   | 鹿             |
| 30 | 和歌山県 | 紀州梅         |
| 31 | 島根県   | 出雲大社       |
| 32 | 鳥取県   | 二十世紀梨     |
| 33 | 岡山県   | 桃太郎         |
| 34 | 広島県   | お好み焼き     |
| 35 | 山口県   | ふぐ           |
| 36 | 香川県   | 讃岐うどん     |
| 37 | 徳島県   | 金時いも       |
| 38 | 高知県   | 土佐いぬ       |
| 39 | 愛媛県   | みかん         |
| 40 | 福岡県   | 博多どんたく   |
| 41 | 佐賀県   | 有田焼         |
| 42 | 長崎県   | チューリップ   |
| 43 | 大分県   | 別府温泉       |
| 44 | 熊本県   | からしレンコン |
| 45 | 宮崎県   | はにわ         |
| 46 | 鹿児島県 | 黒豚           |
| 47 | 沖縄県   | 琉球衣装       |